# Oliviero Toscani

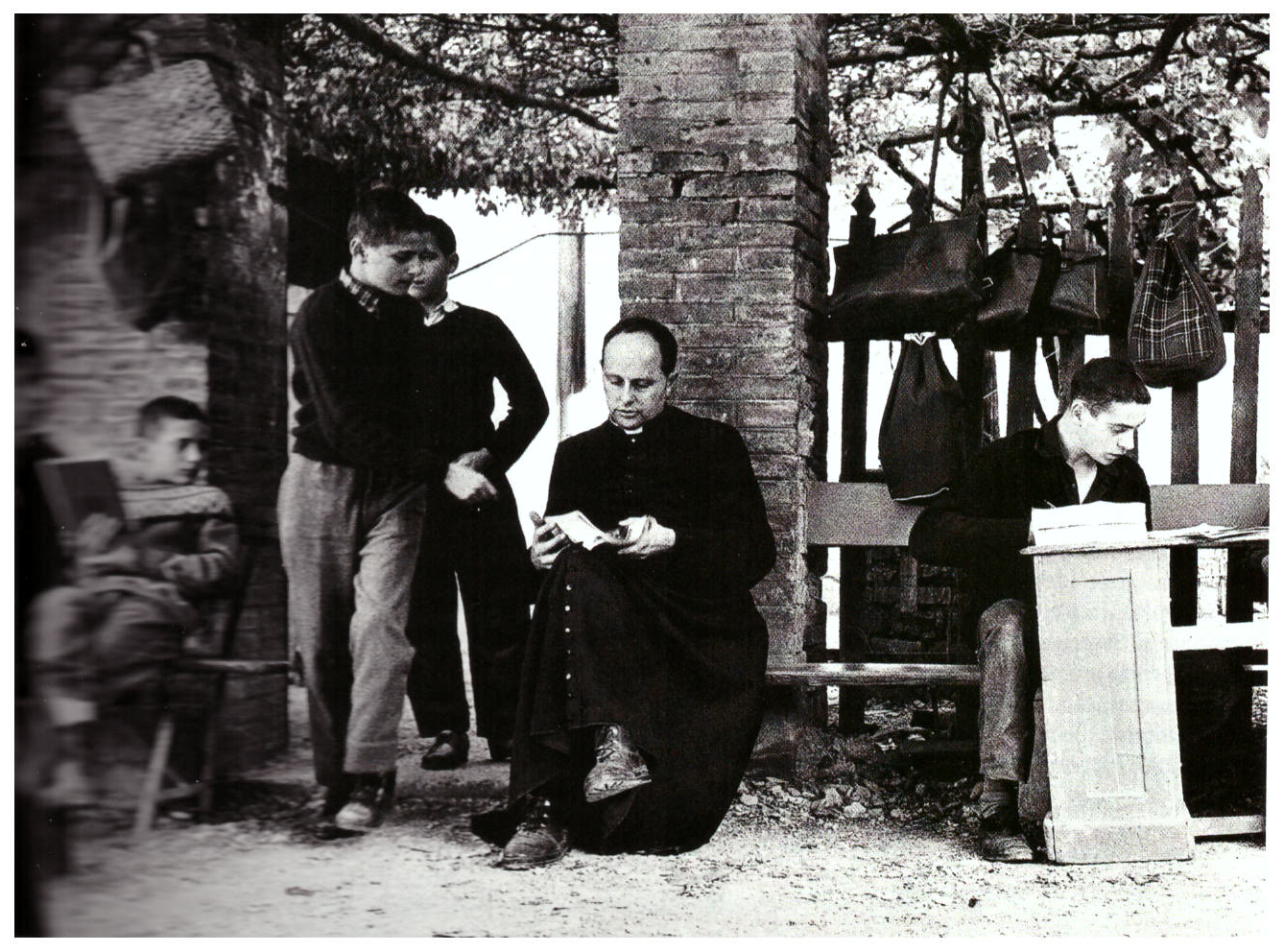
Oliviero Toscani: Kněz Lorenzo Milani spolu se svými studenty z Barbiany, 1959

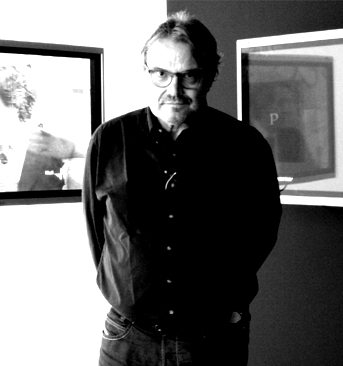
Oliviero Toscani, 2007

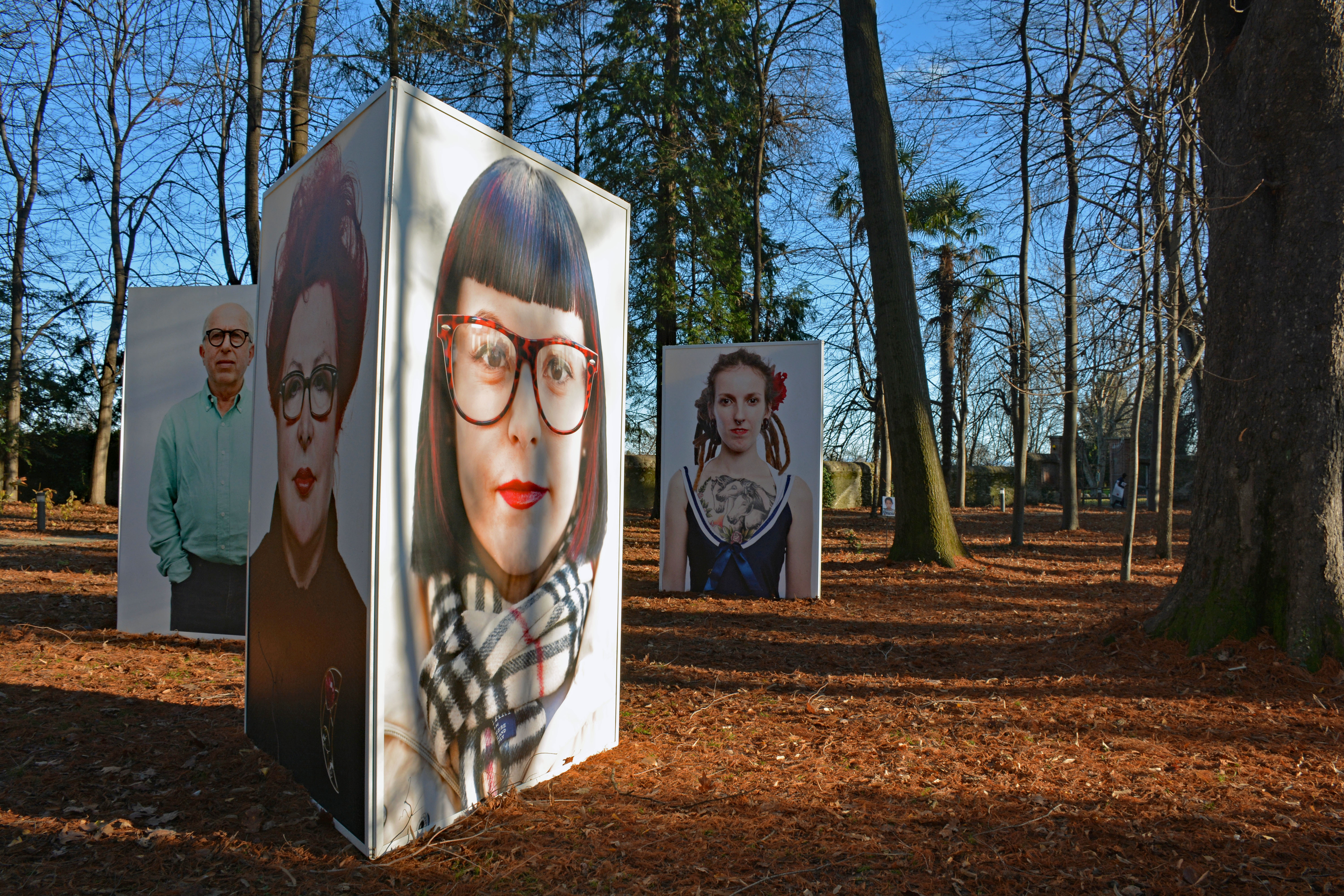
Výstava, kterou Nadace Cosso věnovala O. Toscanimu, v prostorách a parku zámku Miradolo, jen několik kilometrů od Pinerola. Akci připravili Nicolas Ballario, Susanna Crisanti a Roberto Galimberti. Výstava trvala od 16. listopadu 2019 do 3. května 2020.

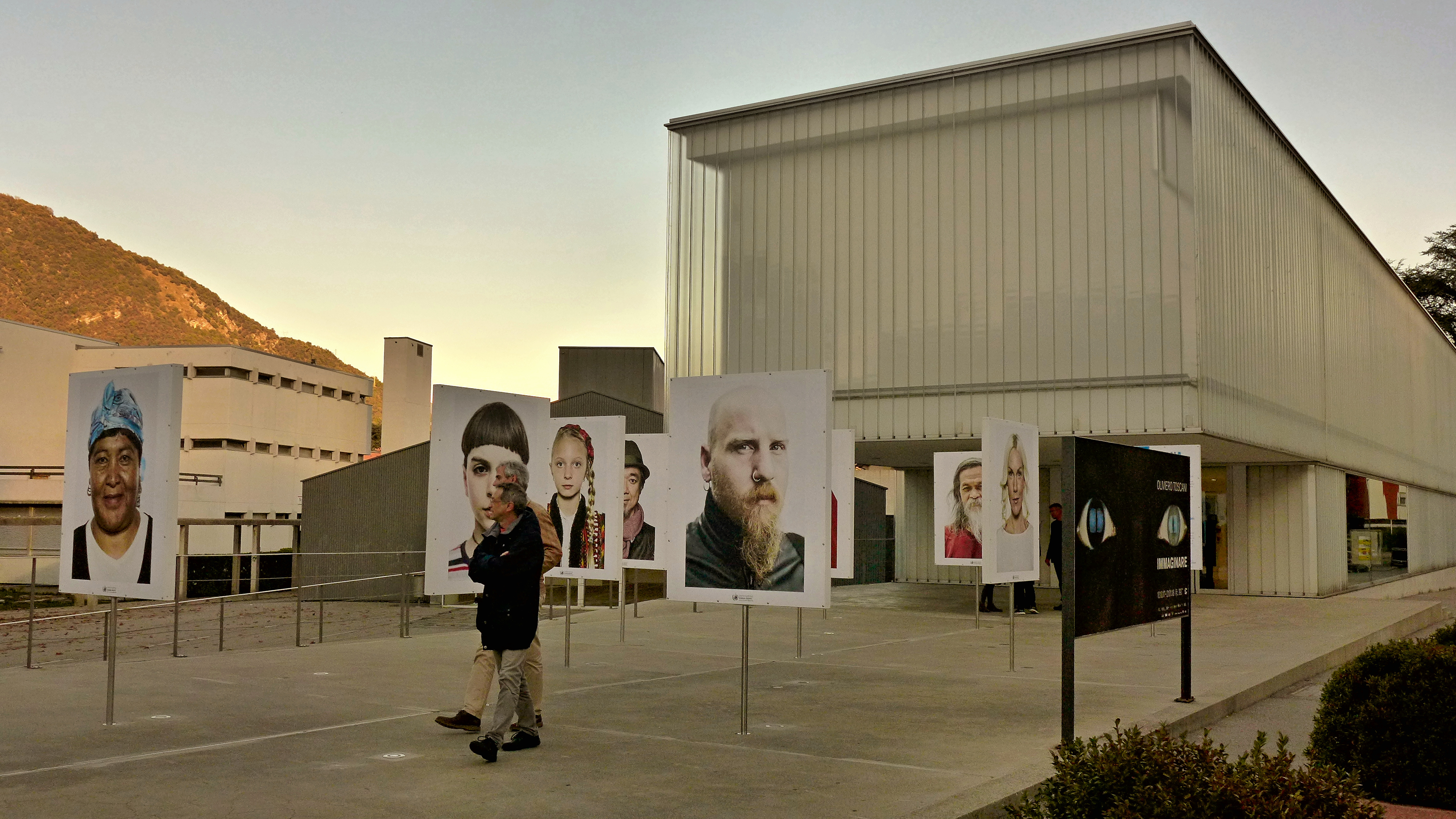
Výstava, Max Museo, 2017

Oliviero Toscani (28. února 1942 Milán – 13. ledna 2025 Cecina) byl italský fotograf světově známý svými kontroverzními reklamními kampaněmi pro italskou firmu Benetton v období od roku 1982 do 2000. Většina z těchto reklamních kampaní byla založena na poměrně sporných fotografiích, obvykle spojené s logem (titulkem) společnosti United Colors of Benetton.

## Život a dílo
Toscani byl známý jako autor reklam pro nejznámější světové značky a magazíny, autor firemních fotografií a reklamních kampaní pro Esprit, Chanel, Fiorucci, Prénatal. Jako módní fotograf pracoval pro magazíny jako například Elle, Vogue, GQ, Harper's Bazaar, Esquire nebo Stern.
Jednou z jeho nejslavnějších kampaní – postavené na fotografii, kterou pořídila Therese Frare – je portrét Davida Kirbyho umírajícího na AIDS, když leží na nemocničním lůžku obklopen svými truchlícími příbuznými. Obrázek je kontroverzní pro svou určitou podobnost s pietou a tudíž použití tohoto snímku pro reklamu na prodej oblečení je prý využitím lidské oběti, i když rodina Kirbyho uvedla, že toto povolila a že to pomohlo zvýšit povědomí o nemoci AIDS. Snímek byl zařazen do knihy 100 fotografií, které změnily svět, kterou vydala redakce časopisu Life.
Další jeho reklamy obsahovaly narážky na rasismus (zejména jeden snímek s třemi téměř „identickými srdci člověka“, což byla vlastně srdce prasečí, s nápisy „bílý”, „černý” a „žlutý”), válku, náboženství a také trest smrti.
Velmi ostré reakce vyvolal snímek zobrazující černošku kojící bílé nemluvně, snímek pářící se bílé klisny a černého hřebce, nebo fotografie kde sedí vedle sebe na nočníku černé a bílé batole. U některých reklama vyvolala ohlas, vyhrála několik cen, jiní však v reklamě viděli rasistickou myšlenku, že černá žena kojící bílé dítě znázorňuje obyčejnou chůvu. Jiné sporné fotografie zobrazují krvavé tričko padlého vojáka v bosenské válce.

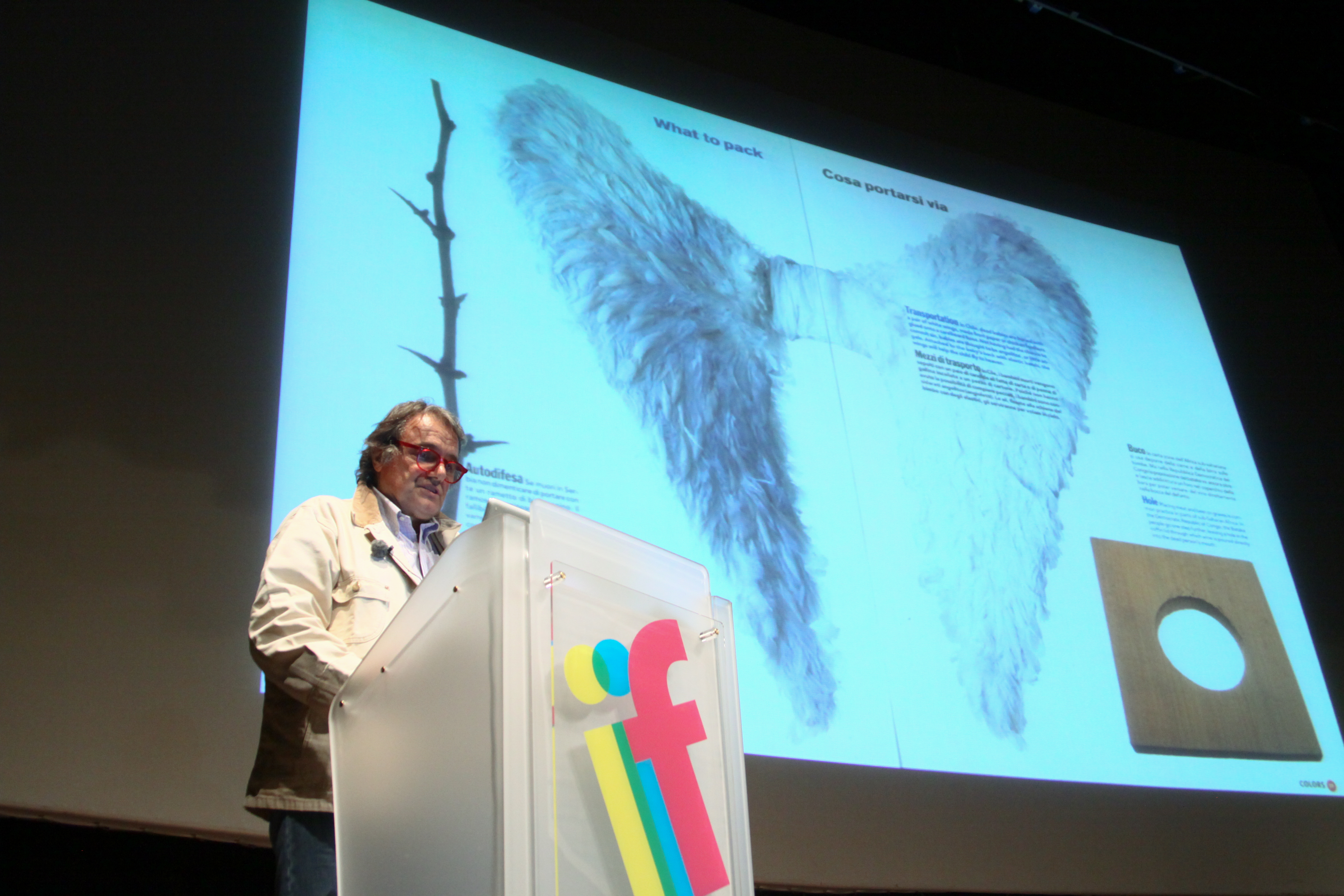
Oliviero Toscani na Mezinárodním novinářském festivalu v Perugii (2010)

Na počátku devadesátých let Toscani spoluzaložil časopis Colors (vlastněný společností Benetton) s americkým grafikem Tiborem Kalmanem. S podtitulkem "časopis o zbytku světa", byl magazín Colors postaven na multikulturalismu převládajícím v té době v reklamních kampaních společnosti Benetton.
Ve stejné době, před vypuknutím války v Perském zálivu, se objevil další z Toscaniho námětů kampaně – smrt. Fotografie hřbitova padlých vojáků měla ukázat absurditu války. Objevily se zamítavé reakce a Benettonu bylo vyčítáno, že ke svému prodeji využívá smrt. Když v roce 1993 vypukla válka v Jugoslávii, Toscanimu přišel dopis od ženy ze Sarajeva, která ho žádala: „Zjistila jsem, že když uspořádáte reklamní kampaň na cokoliv, mluví se o ní všude. Proč na nějakém plakátu neukážete, jak je ta válka hanebná?“ Další poštou mu přišel balík, obsahující zakrvácené maskáče a tričko mladého vojáka, který v této válce zemřel. Jeho otec, který věci Toscanimu zaslal, si přál aby pozůstalosti jeho syna posloužily míru. Toscani rozložil oblečení vojáka tak, aby představovalo jeho tělo. Reklama zveřejněná ve 110 zemích opět měla také pozitivní i negativní ohlasy, odmítly ji například Spojené státy v Los Angeles Times kvůli „násilnost fotografie“.
V roce 2005, pět let po jeho odstoupení od firmy Benetton v návaznosti na diskusi kolem kampaně s tématem smrti, podnítil novou polemiku svými fotografiemi pro reklamní kampaň na oblečení pánské značky Ra-Re. Jejich portréty mužů, kteří se hlásili k homosexuální skupině, rozhněvaly sdružení katolických rodičů Movimento Italiano Genitori, jež označilo fotografie za „vulgární”. Kampaň přišla uprostřed probíhající diskuse v Itálii o právech gayů.
V září 2007 jeho nová kampaň proti anorexii (No anorexia) byla opět kontroverzní kvůli šokující fotografii vyhublé ženy. Modelkou byla francouzská herečka Isabelle Caro, která ve věku 27 let vážila 31 kilogramů na svou výšku 164 cm. Záběry byly zvětšeniny (3×6 metrů) a zobrazovaly nahé tělo Caro zcela zpustošené nemocí. Reakce byly souhlasné, ale i zatracující. Caro zemřela 17. listopadu 2010.
Spolu s La Regione Toscana budoval nové výzkumné centrum pro moderní komunikaci s názvem La Sterpia.
Oliviero Toscani, ateista, žil v Toskánsku, kde vyráběl olivový olej a choval koně. Měl tři manželky a šest dětí; vztah s jeho partnerkou Kirsti Moseng, norskou modelkou, trval od poloviny 70. let.

Dne 10. ledna byl hospitalizován v nemocnici ve městě Cecina, kde zemřel 13. ledna 2025 ve věku 82 let.

## Soudní procesy
- V roce 2000 byl obviněn státem Missouri z podvodu za to, že oklamal některé lidi odsouzené k smrti. Podle obžaloby umělec při žádosti o povolení fotografovat odsouzené na elektrickém křesle odpovědným nespecifikoval komerční účel, pro který chtěl odsouzené muže ztvárnit. Toscani se ospravedlňoval tím, že popíral, že by šlo o skutečnou publicitu, a hlásal svůj názor proti trestu smrti.[17] Aby se rodina Benettonových vyhnula bojkotu obchodů a produktů, omluvila se příbuzným odsouzených, což skončilo v konfliktu s Toscani. Po těchto událostech byla spolupráce mezi Toscani a Benetton přerušena a společnost byla nucena uzavřít 400 obchodů. Právní kroky státu Missouri vedly k daru 50 000 USD do fondu obětí zločinu.
- V únoru 2015 byl vyšetřován veronskou prokuraturou pro pomluvu proti Benátčanům definovaným jako „lid atavistických opilců“, na základě stížnosti podané právníkem Andreou Baccigou. [18] Nejvyšší soud ho však v roce 2016 osvobodil.[19]
- V roce 2019 byl Oliviero Toscani odsouzen Milánským soudem k pokutě ve výši 4000 eur za urážku náboženství kvůli výrokům během rozhlasového pořadu La Zanzara, jako například "Církev vypadá jako sadomasochistický klub" nebo "Dělají ze svatého Wojtyly, který byl proti kondomům v Africe, vraha". V roce 2021, 2. listopadu, jej Odvolací soud v Miláně zprostil viny, čímž zvrátil rozhodnutí prvního stupně.*[20][21] Dne 2. listopadu 2021 jej odvolací soud v Miláně osvobodil, čímž zrušil původní rozsudek.[22]
- V roce 2019 byl také ve druhé instanci odsouzen milánským odvolacím soudem k pokutě 8 000 eur za to, že pomlouval Mattea Salviniho.  Podle rozsudku použil fráze, které byly "zbytečně urážlivé", "obyčejné vulgární výrazy", slova "nenávisti" vůči bývalému ministrovi, které nebyly satirou ani politickou kritikou, ale "útokem na osobu, urážkou, která morálně zraňuje".[23]
- Dne 11. února 2021 byl Oliviero Toscani odsouzen civilním soudem v Římě k náhradě škody ve výši 15 000 eur Mauriziovi Gasparrimu za to, že ho označil mimo jiné za "osobu s mentálním postižením" a také že Maurizio je ten, "který když se ráno podívá do zrcadla, zvrací".[24]
- Dne 15. února 2021 kasační soud potvrdil odsouzení za pomluvu za některé z jeho urážek spáchaných v roce 2014 proti Matteu Salvinimu.[25]
- V říjnu 2017 byl Toscani žalován za některá prohlášení proti poradnímu referendu v Benátsku na téma autonomie[pozn. 1] dvěma regionálními radními, kteří referendum podpořili.[26][27]
- V roce 2022 byl odsouzen soudem Vibo Valentia k 8 měsícům odnětí svobody za těžkou pomluvu, poté co podal žalobu osmnáctiletý chlapec, se kterým Toscani odmítl udělat společnou fotografii, protože podle něj, vzhledem k tomu, že byl z Kalábrie, mohl být "potenciálním mafiánem".[28]

## Kritika a kontroverze
- Toscani byl opakovaně kritizován za šokující reklamní metody a byl několikrát žalován. V devadesátých letech Spolkový soud ve Frankfurtu rozhodl, že jeho fotografické znázornění neštěstí a různých forem chudoby přítomné ve světě má za cíl vzbudit ve veřejnosti pocit solidarity s reklamním zadavatelem, společností Benetton. Podle německého soudu ti, kdo takto inzerují, využívají pocity údivu nebo zděšení, které jsou vyvolány u pozorovatele, pro účely proslulosti.[29]
- V roce 2013 Toscani prohlásil: „Ženy by měly být střízlivější, měly by dávat větší důraz na to, co jsou, než na to, jak vypadají. Jen tak lze předejít dalším případům násilí na ženách“.[30] Fotograf dodal, že „[...] ženy by se neměly líčit, dávat si rtěnku, měly by se mít rády takové, jaké jsou.“ Toscani se vyjádřil, že souhlasí s předsedkyní Poslanecké sněmovny Laurou Boldriniovou, která vyzvala k zastavení využívání ženského těla v reklamách, „i když problém násilí na ženách nezávisí pouze na komodifikaci ženského těla v reklamách, ale na celé komunikaci a televizi obecně". Ženy na sociálních sítích reagovaly ostře a navrhly kampaň za bojkot produktů inzerovaných Toscanim.[31]
- V lednu 2018 jeho nejstarší dcera Olivia prohlásila o svém otci: "Od doby, co se moji rodiče rozešli, jsem ho vždy slyšela proklínat nás, nadávat, až do neuvěřitelné míry, kdy proklínal i náš samotný život (a to jsme ještě byly děti, bohužel). Naše znovuobnovení vztahů nebude nikdy možné bez hlubokého a upřímného aktu lásky a obrácení. Dnes je Oliviero cizí člověk s velkým lidským a morálním dluhem."[32]
- V prosinci 2018 během rozhovoru adresoval Giorgii Meloniové urážlivé výrazy a označil ji za ošklivou, vulgární a retardovanou. Vůdce politické strany Bratři Itálie, který na tyto urážky reagoval, získal podporu od několika lidí, včetně z jiných politických oblastí, jako je Alessia Morani z Demokratické strany, poté byl Toscani za tento postoj obviněn z misogynie.[33][34]
- V roce 2020 byl kritizován za svůj výrok „koho to zajímá, když spadne most“ v souvislosti se zřícením Morandiho mostu[pozn. 2], kdy byl vystaven útokům různých politických osobností a příbuzných obětí. Toscani se později omluvil.[35]

## Dílo
- Vicenza, Franco Muzzio & C., Padova (1977)
- Ciao mamma, Mondadori, 1995
- La pub est une charogne qui nous sourit, Hoebeke, 1995
- Reklam bize siritan bir lestir, Hoebeke / Milliyet Yayinlari, Istanbul 1996
- Adiós a la publicidad, Omega 1996
- Facce Faces, Castelvecchi, 1997
- Casting Livorno. 2/a Biennale della moda, Mondadori Electa, 1998
- Cacas A coffee-table book, Leonardo,1998
- Die Werbung ist ein lächelndes Aas, Bollmann Vlg., Kolín nad Rýnem, 1998
- 1000 Extra/Ordinary Objects, Tashen, 2000
- Preghiera. Di un ragazzo, una ragazza, un bambino, Edizioni San Paolo, 2000
- Non sono obbiettivo, Feltrinelli, 2001
- Gay pride history, Scali, 2005
- Homofobicus, Kaos, 2006
- Creativo sovversivo, Salerno Editore, 2008
- Firenze Santo Spirito, La Sterpaia, 2009
- Razza Umana, Fondazione Aria, 2012
- Moriremo eleganti. Conversazione con Luca Sommi, Aliberti, 2012
- Oliviero Toscani: More Than Fifty Years of Magnificent Failures (Více než padesát let velkolepých neúspěchů), Carlton Books Ltd, 2015, 9781783130085
- Colors. A book about a magazine the rest of the world, Damiani Editore, 2015
- Dire fare baciare. La creatività è dall'altra parte del vento, Rizzoli, 2016
- I bambini ricordano. Sant'Anna di Stazzema 12 agosto 1944, Feltrinelli, 2016
- Immaginare, Skira, 2018
- Lezioni di fotografia a cura di Oliviero Toscani, 40 volumi con testi e fotografie di Oliviero Toscani ed altri autori, RCS MediaGroup, 2018
- Duecento anni, sigaro toscano, Skira, 2018
- Ladro di felicità, Mondadori Electa, 2018
- La linguaccia alla Quarta mafia, Rione Candelaro, Foggia, 2019
- Caro Avedon. La fotografia in 25 lettere ai grandi maestri, Solferino editore, 2020

## Výstavy
- 20 anni di Vogue Italia 1964-1984, Sagrato del Duomo, Milán, 1984[36]
- Arte forse, Biennale di Venezia, Benátky 1993[37]
- Razza umana, Museo Vittoria Colonna, Pescara, 2012[38]
- Superstudio celebra 30 anni, Superstudio, Milán, 2013[39]
- Immaginare, Centro culturale, Chiasso, 2017[40]
- Mostra d'arte Oliviero Toscani, Copernico, Milán, 2017[41]
- Ladro di felicità, palazzo Ducale, Janov 2018[42]
- Non fate i bravi, palazzo Strozzi, Florencie 2018[43]
- Ricomincio da 90, Una notte dedicata a Lucchini, Triennale, Milán 2018[44]
- Aldo Coppola e Oliviero Toscani 1970 – 2019, Brian&Barry Building, Milán, 2019[45]
- Più di cinquanta anni di magnifici fallimenti, MAR - Museo d'Arte della città di Ravenna, 2019[46]
- Oliviero Toscani in mostra, Castello di Miradolo la Triennale, San Secondo di Pinerolo (TO) 2020[47]
- I Bambini ricordano, Polo Tecnologico “Libero Grassi”, Quarrata, 2020[48]
- Oliviero Toscani. Professione fotografo. Palazzo Reale Milán, 2022[49]